# Berkheya seminivea
Berkheya seminivea là một loài thực vật có hoa trong họ Cúc. Loài này được Harv. & Sond. mô tả khoa học đầu tiên năm 1865.